# Ḫinti
Ḫinti oder Ḫenti war eine hethitische Großkönigin (Tawananna) und die erste Ehefrau Šuppiluliumas I. Ihre Vorgängerin als Großkönigin war Daduḫepa, Mutter des Šuppiluliuma, ihre Nachfolgerin war Tawananna, die zweite Frau Šuppiluliumas. Ḫinti war sehr wahrscheinlich Mutter aller fünf Söhne Šuppiluliumas: Arnuwanda, Kronprinz und Nachfolger Šuppiluliumas, Telipinu, Pijaššili, Zannanza (s. Daḫamunzu-Affäre) und Muršili, der nach Arnuwandas Tod den Thron bestieg. Ansonsten ist über ihr Leben wenig bekannt. Einige Siegelabdrücke bezeugen sie als Großkönigin. Da jedoch zunächst weiter Daduḫepa, die Mutter Šuppiluliumas, Großkönigin war (Großköniginnen blieben gewöhnlich auf Lebenszeit im Amt), musste sie sich lange gedulden, bevor sie selbst Großkönigin wurde. Offenbar hat sie noch gelebt, als Šuppiluliuma eine babylonische Prinzessin ehelichte, denn diese, die nach der Heirat den (Personen-)Namen Tawananna annahm, siegelte nach der Heirat zunächst nicht als Großkönigin, sondern als „Tochter des Großkönigs“ (gemeint: der Großkönig von Babylonien), was bedeutet, dass Ḫinti weiterhin Großkönigin war und als solche auch Amtshandlungen ausführte. Trevor R. Bryce vermutet, dass der stark fragmentierte Text eines Gebets (KUB 14.2, CTH 214.12A), in dem wahrscheinlich von einer Verbannung einer Person aus dem Umfeld eines Großkönigs nach Aḫḫijawa die Rede ist, sich möglicherweise so deuten lässt, dass Ḫinti von Šuppiluliuma verbannt und als Großkönigin abgesetzt wurde. Jedoch ist der Text so lückenhaft, dass nicht einmal klar ist, ob überhaupt eine Frau nach Aḫḫijawa verbannt wurde; wäre dem so, kämen mit Danuḫepa und Tawananna zudem noch zwei andere Großköniginnen in Frage.